# Hanåstjärnen, Värmland
Hanåstjärnen är en sjö i Torsby kommun i Värmland och ingår i Göta älvs huvudavrinningsområde.